# Pásithea
Pásithea (latinsky Pasithea) je v řecké mytologii jednou z Charitek, možná ta nejmladší z nich.
Stala se manželkou boha spánku Hypna. Ten každou noc sestupoval na zemi, tiše procházel a na všechny živé tvory sesílal spánek, který je zbavoval trápení a starostí. Lidem také dával sny. Jeho moc byla neodolatelná, stalo se, že uspal samotného nejvyššího boha Dia. Stalo se to na přání bohyně Héry, od ní prý za odměnu dostal za manželku Pásitheu.
Měli spolu tři syny:
- Morfeus - uměl na sebe vzít podobu i hlas kteréhokoliv člověka
- Fobétór či Ikelos („Zastrašovatel“) - objevoval se ve zvířecí podobě
- Fantasos - dokázal se proměnit ve fantastické neživé věci.